# Rezerwat przyrody Obary
Obary – torfowiskowy rezerwat przyrody w gminie Biłgoraj, w powiecie biłgorajskim, w województwie lubelskim. Znajduje się na terenie Nadleśnictwa Biłgoraj.
- powierzchnia (dane z nadleśnictwa oraz według aktu powołującego): 82,25 ha[1][2]
- rok utworzenia: 1975
- dokument powołujący: Zarządzenie Ministra Leśnictwa i Przemysłu Drzewnego z 26 marca 1975 roku w sprawie uznania za rezerwat przyrody (MP nr 11, poz. 64).
- cel ochrony (według aktu powołującego): zachowanie fragmentów torfowisk przejściowego i wysokiego.

Oprócz torfowisk w skład rezerwatu wchodzą też otaczające je drzewostany leśne o łącznej powierzchni 27,30 ha.
Florę rezerwatu reprezentują m.in.: gnidosz królewski, bobrek trójlistkowy, grzybienie białe, siedmiopalecznik błotny, czermień błotna oraz rosiczki.
Z ciekawszych zwierząt występują tu: cietrzew, głuszec, jarząbek, żuraw i wilk.
Rezerwat nie posiada obowiązującego planu ochrony. Jego obszar objęty jest ochroną czynną.
Do rezerwatu oraz przez jego teren prowadzi ścieżka dydaktyczno-przyrodnicza, wyposażona w długi, drewniany pomost, na której końcu znajduje się wieża widokowa ustawiona na skraju torfowiska.